# Noiembrie 2007
Acest articol este generat integral pe baza informațiilor din articolul 2007 și este actualizat periodic de un robot.
 Editările făcute în articol vor fi șterse la următoarea actualizare! Dacă doriți să faceți modificări, editați articolul-sursă.

ianuarie -
februarie -
martie -
aprilie -
mai -
iunie -
iulie -
august -
septembrie -
octombrie -
noiembrie -
decembrie
Noiembrie 2007 a fost a unsprezecea lună a anului și a început într-o zi de joi.

## Evenimente

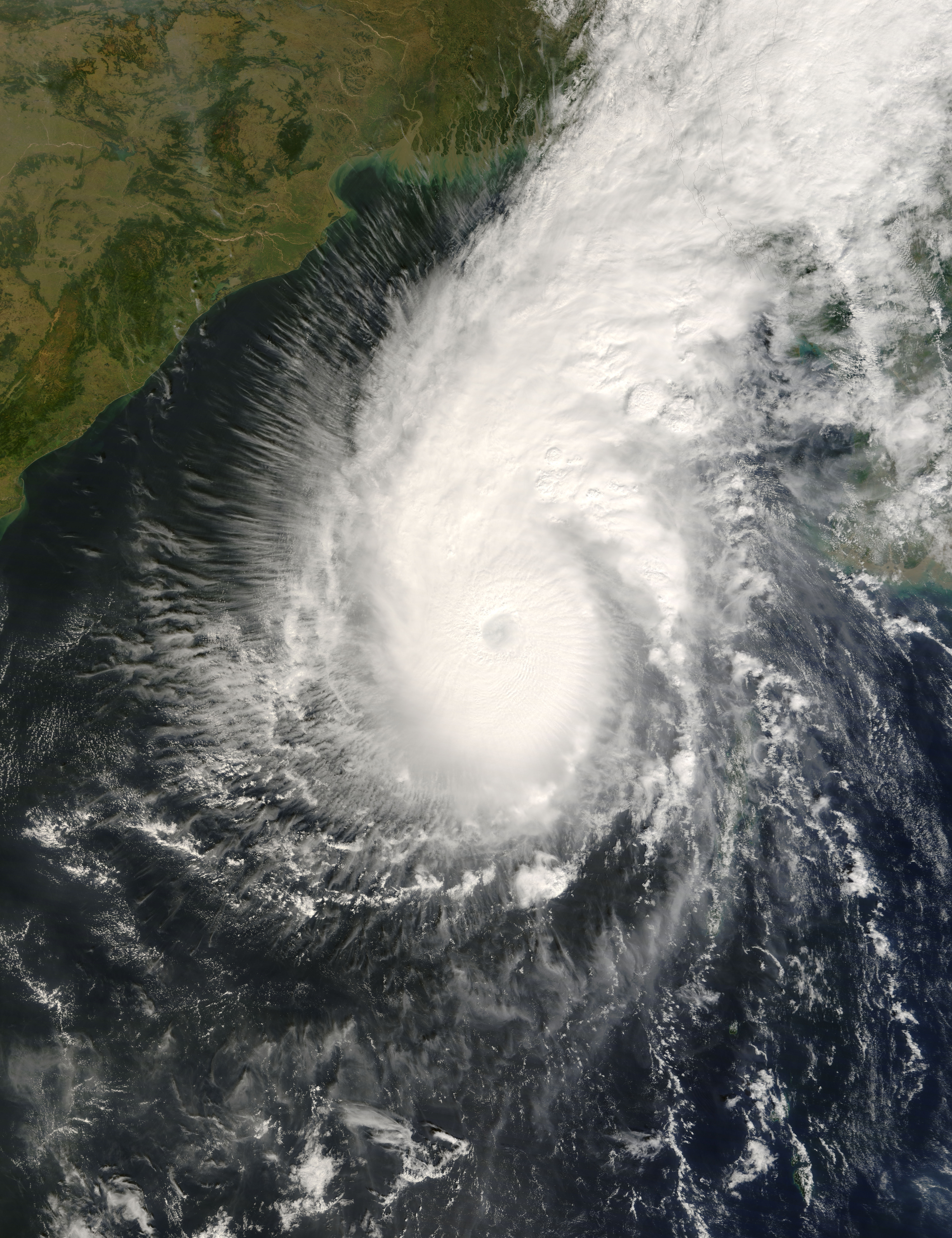
Ciclonul Sidr

- 3 noiembrie: Președintele Pervez Musharraf declară „stare de urgență” în Pakistan.
- 7 noiembrie: Atac armat într-un liceu din Jokela, Tuusula, Finlanda, comis de un elev în vârstă de 18 ani. Au decedat 9 persoane (inclusiv atacatorul) și alte 13 au fost rănite. Masacrul este cunoscut sub numele de: masacrul de la Jokela.
- 14 noiembrie: Chile: Cutremur de magnitudine 7,7 grade Richter în nord-estul țării.
- 16 noiembrie: Peste 15.000 de oameni au fost uciși după ce ciclonul Sidr a lovit Bangladesh-ul.
- 17 noiembrie: Alegeri parlamentare în Kosovo. Partidul Democrat a obținut 34% din voturile exprimate, cu 12% mai mult față de Liga Democratică din Kosovo, formațiune care a controlat parlamentul și administrația guvernamentală timp de mai mulți ani.
- 21 noiembrie: Echipa României de fotbal învinge echipa Olanda, cu scorul de 1-0, România se califică la Euro 2008, după 8 ani.
- 25 noiembrie: Referendum pentru alegerea sistemului de vot în România.

## Decese
- 1 noiembrie: Paul Tibbets (n. Paul Warfield Tibbets, Jr.), 92 ani, general american (n. 1915)
- 2 noiembrie: Don Freeland, 82 ani, pilot american de Formula 1 (n. 1925)
- 3 noiembrie: Aleksandr Dediușko, 45 ani, actor rus (n. 1962)
- 4 noiembrie: Cyprian Ekwensi (n. Cyprian Odiatu Duaka Ekwensi), 86 ani, scriitor nigerian (n. 1921)
- 5 noiembrie: Ion Pavalache, 80 ani, dirijor român (n. 1927)
- 7 noiembrie: Kálmán Csiha, 78 ani, episcop maghiar (n. 1929)
- 9 noiembrie: Luis Herrera Campins (n. Luis Antonio Herrera Campins), 82 ani, președinte al Venezuelei (1979-1984), (n. 1925)
- 10 noiembrie: Silviu Berejan, 80 ani, academician din R. Moldova (n. 1927)
- 10 noiembrie: John Todd, 58 ani, teoretician al conspirației născut în Australia (n. 1950)
- 10 noiembrie: Norman Mailer (n. Norman Kingsley Mailer), 84 ani, scriitor american (n. 1923)
- 11 noiembrie: Aurel Savin, 89 ani, activist român YMCA (n. 1917)
- 12 noiembrie: Ira Levin, 78 ani, romancier, dramaturg și compozitor american (n. 1929)
- 15 noiembrie: Domokos Kosáry, 94 ani, istoric maghiar, membru de onoare al Academiei Române (n. 1913)
- 16 noiembrie: Goderdzi Cioheli, 53 ani, scriitor georgian (n. 1954)
- 18 noiembrie: Sidney Coleman, 70 ani, fizician teoretician american (n. 1937)
- 18 noiembrie: Ellen Preis, 95 ani, scrimeră austriacă (n. 1912)
- 19 noiembrie: Magda Szabó, 90 ani, scriitoare maghiară (n. 1917)
- 20 noiembrie: Ian Smith, 88 ani, politician, fermier și pilot de avion din Zimbabwe (n. 1919)
- 22 noiembrie: Reg Park (n. Roy Park), 79 ani, actor născut în Africa de Sud (n. 1928)
- 22 noiembrie: Ioanichie Bălan, 77 ani, scriitor, duhovnic și arhimandrit român (n. 1930)
- 22 noiembrie: Maurice Béjart (n. Maurice-Jean Berger), 80 ani, dansator și coregraf francez (n. 1927)
- 22 noiembrie: Gheorghe Roman, 58 ani, sportiv român (baschet), (n. 1948)
- 23 noiembrie: Ichiji Otani, 95 ani, fotbalist japonez (atacant), (n. 1912)
- 24 noiembrie: Alexandru Avramovici, 74 ani, compozitor român de jazz (n. 1932)
- 26 noiembrie: Radu Panamarenco, 69 ani, actor român (n. 1938)
- 29 noiembrie: Victor Erlich (n. Victor Ghenrihovici Erlich), 93 ani, istoric literar american de origine rusă (n. 1914)
- 30 noiembrie: Evel Knievel (n. Robert Craig Knievel), 69 ani, cascador american (n. 1938)